# Berit Kauffeldt
Berit Kauffeldt (* 8. Juli 1990 in Parchim) ist eine ehemalige deutsche Volleyball-Nationalspielerin.

## Volleyball-Karriere
Berit Kauffeldt begann ihre Laufbahn in ihrer Heimatstadt beim 1. VC Parchim. In der Volleyball-Bundesliga spielte sie von 2007 bis 2012 beim Schweriner SC, mit dem sie 2009, 2011 und 2012 Deutscher Meister wurde. Danach wechselte Berit Kauffeldt nach Italien, zunächst zu Cuatto Giaveno Volley und 2013 zu Imoco Volley Conegliano. Mit der Nationalmannschaft wurde die Mittelblockerin 2011 Vizeeuropameister und gewann 2013 die Europaliga. 2014/15 spielte sie in Polen für Impel Wrocław und 2015/16 in Aserbaidschan für Lokomotiv Baku. Anschließend wechselte Kauffeldt nach Frankreich, zunächst zu Béziers Volley und  2017 zu Volley-Ball Nantes, wo sie ihre Volleyball-Karriere 2018 beendete.

## Berufliches
Neben ihrer Karriere absolvierte Kauffeldt ein Psychologie Studium (M.Sc.) und eine Yogalehrer Ausbildung. Sie begann als Sportpsychologin bei dem Fußball-Verein Bayer 04 Leverkusen zu arbeiten. 2020 gründete sie ihr eigenes Unternehmen, in dem sie ihr Wissen und Erfahrung in Coachings, Reatreats und Yogaunterricht an Athleten, Privatpersonen und Unternehmen weitergibt.